# Мезговци об Песници
Мезговци об Песници (на словенски: Mezgovci ob Pesnici) е село в Словения, Подравски регион, община Дорнава. Според Националната статистическа служба на Република Словения през 2002 г. селото има 455 жители.